# Hermann Campe
Hermann Campe (ur. 8 listopada 1910 w Köbbelitz, zm. 31 grudnia 1950) – zbrodniarz hitlerowski, jeden z funkcjonariuszy SS pełniących służbę w obozach koncentracyjnych oraz SS-Obersturmführer.
Był członkiem SS o numerze identyfikacyjnym 49126. Od września 1941 Campe pełnił służbę w obozie Sachsenhausen. W 1943 przeniesiono go do Dachau. 15 kwietnia 1943 objął stanowisko Schutzhaftlagerführera (kierownika obozu i zastępcy komendanta) w Bergen-Belsen. 25 marca 1944 Campe przydzielony został do służby w Buchenwaldzie. Na przełomie lutego i marca 1945 skierowany został na front wschodni, gdzie walczył w ramach 10 Dywizji Pancernej SS-Frudsberg.
Po zakończeniu wojny zaginął. W 1954 francuski Sąd w Metz skazał Campego in absentia na karę śmierci. W późniejszym czasie został uznany za zmarłego, a dzień 31 grudnia 1950 przyjęto jako datę jego śmierci.